# Willy Diercks
Willy Diercks (* 15. Januar 1945 in Jübek, Kreis Schleswig-Flensburg) ist ein deutscher Linguist, Germanist, Pädagoge, Autor und Übersetzer.

## Leben
Nach dem Schulbesuch und Abitur in Schleswig studierte Diercks Germanistik, Anglistik, Pädagogik und Philosophie in Hamburg und an der Christian-Albrechts-Universität zu Kiel. Im Jahre 1977 erfolgte die Promotion zum Dr. phil. in Kiel. Ab 1985 war Diercks ehrenamtlich für den Schleswig-Holsteinischen Heimatbund (SHHB) tätig, im Jahre 1994 wurde er zum hauptamtlichen Geschäftsführer ernannt unb blieb bis zu seinem Eintritt in den Ruhestand sechzehn Jahre lang in dieser Position. Das Inkrafttreten der Europäischen Charta für Regional- und Minderheitensprachen zum 1. Januar 1999 nahm Diercks zum Anlass, auf die Gründung eines Plattdeutschen Rates hinzuwirken. In der ersten Wahlversammlung im Februar 2000 wurde Diercks als einer von zwölf Ratsmitgliedern gewählt, die Geschäftsführung übernahm der SHHB. Der Rat wurde zum Wegbereiter für die Einrichtung einer Niederdeutsch-Professur an der Universität Flensburg und den Umgang mit Niederdeutsch in Schleswig-Holsteins Kindergärten und Schulen.
Mit dem Eintritt in den Ruhestand nahm Diercks eine Honorarprofessur für niederdeutsche Philologie an der Europa-Universität Flensburg an und hielt im Mai 2010 seine Antrittsvorlesung. Seit über 40 Jahren gilt sein Wirken vor allem der Erforschung von Sprache und Kultur seiner schleswig-holsteinischen Heimat. In diesem Sinne gründete er 2011 mit Karl-Heinz Groth das Schleswig-Holsteinische Spendenparlament für Kultur und Gesellschaft e.V. und ist erster Vorsitzender im Vorstand der Selk-Harder-Stiftung, einer vom verstorbenen Ehepaar Irmgard Harder und Paul Selk initiierten Stiftung, deren Zweck die Förderung der Kultur, der Heimatkunde und der Heimatpflege ist. Zahlreiche Veröffentlichungen und Vorträge Diercks sowie eine beständige Vorstandsarbeit in verschiedenen Gremien und Einrichtungen gelten dem Erhalt der niederdeutschen Sprache sowie insgesamt den kleinen und regionalen Sprachen, für deren Erforschung Diercks im Mai 2014 ein Zentrum an der Universität Flensburg miteröffnete.
Diercks lebt in Schleswig.

## Publikationen (Auswahl)
- Empirische Untersuchungen zur Stilkompetenz von Grundschulkindern. Göppingen 1979, ISBN 3-87452-422-1.
- Kindheit und Jugend in Schleswig-Holstein, op Platt vertellt. Boyens, Heide 1991, ISBN 3-8042-0541-0.
- Niederdeutsch und die skandinavischen Sprachen. Teil 1. Winter Verlag, Heidelberg 1993, ISBN 3-8253-0037-4.
- Niederdeutsch in der Stadt Schleswig. Zu Attitüden und zur Sprachverwendung. Franz Steiner Verlag, Stuttgart 1994, ISBN 3-515-06625-X.
- Niederdeutsch und die skandinavischen Sprachen. Teil 2. Winter Verlag, Heidelberg 1995, ISBN 3-8253-0338-1.
- Hrsg.: Flüchtlingsland Schleswig-Holstein. Erlebnisberichte vom Neuanfang, 1945–1950. Boyens, Heide 1997, ISBN 3-8042-0802-9.
- De Verfaten vun dat Land Sleswig-Holsteen: Op Plattdüütsch und Hochdeutsch = Die Verfassung des Landes Schleswig-Holstein. Clausen &  Bosse, Leck 2000.
- Hrsg.: Leben auf dem Lande. Geschichten und Erinnerungen auf Hoch und Platt. Husum Verlag, Husum 2005, ISBN 3-89876-007-3.